# Viborgs blodbad
Viborgs blodbad inträffade i september 1599, som ett efterspel till klubbekriget (på finska nuijasota), en rad bondeuppror som pågick från den 25 november 1596 till den 24 februari 1597 i finländska Österbotten.
Den 22 och 23 september 1599 erövrade hertig Karl med lätthet Viborg, trots att staden fått förstärkning av cirka 400 man från Estland, ditsända av kung Sigismund. Borgerskapet ställde sig på hertigens sida och krigsfolket började desertera. Flera av Finlands ledande adelsmän, bland dem Arvid Tawast, tidigare slottshövding på Kexholm, och hans son Ivar Tawast, råkade i händerna på hertigen och den 26 september leddes de till stupstocken. Samma öde rönte också Nils Olsson till Meldola, Jakob Olsson till Bolstad och Lars Mattsson Creutz till Sarvlax. De avrättades huvuden fästes väl synliga på järnspikar i valvbågen på en av stadsportarna.
Efter frälsemännen stod de oadliga i tur, och fem eller sex av dem fick sätta livet till. En av dem var Henricus Plåck, en prästman som på fältet vid Nyysölä lockat bönderna att lägga ner sina vapen och lett dem i en fälla som Ivar Tawast hade gillrat. En annan ofrälse som avrättades vid Viborg var Arvid Tawasts lagläsare Henrik Jespersson från Lemmittylä herrgård. Deras kroppar höggs i stycken och steglades.
En samtida folkdikt beskriver hertig Karls intåg i Viborg så här:
| Hyvä herra herttu Kaarle Hyppäsi hyvän selälle, Nousi laukin lautasille, Antoi juosta jouhihännän, Samota satulaseljän Ala Viipurin vihannan. Pian itkit Viipurissa Että poijat pois tulivat, Että miehet mestattiin. | Hertig Karl, den gode herren, sprang i sadeln på sin fåle, svingade sig upp på ryggen och gav travaren lösa tyglar, runtomkring i trakten red han under Viborgs gröna grenar. Snart steg upp ett ve i Viborg över sönerna som dödats Narvas kvinnor hördes gråta över sina män som halshuggits. |